# 11929 Утіно
11929 Утіно (11929 Uchino) — астероїд головного поясу, відкритий 23 січня 1993 року.
Тіссеранів параметр щодо Юпітера — 3,282.
Названо на честь астронома-аматора Утіно (яп. うちの(内野)義尚).